# Break the Silence
Break the Silence är det tyska a-cappella/power metal-bandet Van Cantos fjärde studioalbum, utgivet i september 2011 på Napalm Records. Albumet gavs även ut i som digipak med bonusspår.
Skivan gästas av Marcus Siepen (Blind Guardian) och Joakim Brodén (Sabaton), som sjunger på bandets coverversion av "Primo Victoria".
En musikvideo till "If I Die in Battle" spelades in.

## Låtlista
1. "If I Die in Battle" – 4:46
2. "The Seller of Souls" – 3:24
3. "Primo Victoria" (Sabaton-cover) – 3:44
4. "Dangers in My Head" – 4:05
5. "Black Wings of Hate" (Fading Starlight-cover) – 4:41
6. "Bed of Nails" (Alice Cooper-cover) – 3:38
7. "Spelled in Waters" – 4:26
8. "Neuer Wind" – 3:21
9. "The Higher Flight" – 5:00
10. "Master of the Wind" (Manowar-cover) – 6:09

Bonusspår på digipakutgåvan
1. "Betrayed" – 4:57
2. "Bad to the Bone" (Running Wild-cover) – 4:51
3. "A Storm to Come" – 9:12

## Medverkande
Musiker
- Dennis "Sly" Schunke – leadsång
- Inga Scharf – leadsång
- Stefan Schmidt – låg rakkatakkasång
- Ross Thompson – hög rakkatakkasång
- Ingo Sterzinger – djup dan-dansång
- Bastian Emig – trummor, grand piano

Gästmusiker
- Marcus Siepen – gitarr
- Joakim Brodén – sång

Produktion
- Stefan Schmidt – producent, inspelningstekniker, mixning
- Jürgen Lusky –  mastering
- Felipe Machado Franco – omslagskonst
- Ingo Sterzinger – bookletdesign
- Kathrin Karner – bookletdesign
- Manuela Meyer – foto